# Димитър Константинов
Димитър Константинов, известен като Емборец, е български търговец, индустриалец, общественик и дарител.

## Биография
Роден е на 13 май 1841 година в село Емборе, днес в Гърция. Баща му умира, когато е много малък. Започва да работи като прислужник в Цариград. В съдружие с братята си се занимава с търговия с добитък. Няколко години преди 1878 г. се премества в Плевен. Снабдява с месо турския гарнизон на града и става известен като Касапина. Заедно с Христо Върбенов, негов брат по майка, Коста Стоянов и неговия брат Димитър Стоянов през 1876 година отваря търговската фирма „Стоянов – Константинов и Сие“, занимаваща се с търговия на зърнени храни. Фирмата постепенно става една от най-големите експортни къщи за зърнени храни в Северна България. Занимава се и с продажба на дървен материал. Купува недвижими имоти в Плевен. Константинов е сред основателите и големите акционери на банка „Напредък“, една от първите в България.
Константинов е деятел на Македоно-одринската организация. Делегат е на Осмия македоно-одрински конгрес от Плевенското македоно-одринско дружество. Подкрепя материално Вътрешната македоно-одринска революционна организация, особено през Илинденско-Преображенското въстание в 1903 година.
Димитър Константинов умира на 28 януари 1918 година. Погребан е в двора на църквата „Свети Николай“.
Къщата му в Плевен е една от най-впечатляващите за времето си постройки в града.

## Дарител
Воден от девиза си „Народни пари – за народни добрини“, Константинов развива широка благотворителна дейност. След избухването на Балканската в 1912 година, разчитайки, че Емборе ще бъде освободено, прави планове за построяване на училище в родното си село, както и „болница за майки родилки“. След разгрома на България в Междусъюзническата война и оставането на Емборе в Гърция, Константинов решава да построи училищната сграда в Плевен. Основният камък на мъжката прогимназия е положен на 8 юни 1914 г. от митрополит Климент Врачански и просветния министър Петър Пешев. Плевенският общински съвет кръщава училището и улицата, на която то се намира, „Димитър Константинов“. Сградата, чиято цена е 2 милиона лева, е завършена през 1915 г. Днес в сградата се помещава Професионалната гимназия по текстил и облекло „Христо Бояджиев“.
Константинов подпомага издръжката на Четвърти пехотен плевенски полк по време на Балканската война и Първата световна война, достроява плевенската казарма и подпомага издръжката и обзавеждането на „Свети Николай“.
На 21 април 1914 година Константинов дарява на църквата „Свети Николай“ триетажна сграда, построена през 1907 г. с площ от 687 m2, на стойност около 500 000 лева. На първия етаж сградата има 12 дюкяна, а на другите два етажа – около 40 стаи и 4 зали. В сградата са настанени под наем областният съд и частни адвокатски кантори, като годишният приход от наеми възлиза на около 25 000 лева. Константинов иска с приходите в града да се построи „сирото-старопиталище“. Управлението е поверено на ефория с председател врачанският митрополит. В началото на 1935 г. ефорията има около 6 милиона лева и на 26 ноември същата година Плевенският общински съвет дарява на ефорията място в местността Мъртвата долина, в близост до Скобелевия парк. На 25 октомври 1936 г. в е положен основният камък на сиропиталището „Княгиня Евдокия“, което е завършено през 1938 г. Сградата е във възрожденски архитектурен стил и в нея могат да живеят 100–120 души. Има модерна кухня и баня, болнични помещения и параклис. Приютът е открит на 9 март 1940 година и в него живеят 38 – 50 възрастни хора. Фондацията е закрита през 1949 г. с влизането в сила на Закона за изповеданията, а приютът е одържавен. С разпореждане на Министерския съвет от 31 юли 1952 г. доходното здание е предоставено на Градския народен съвет. Съборено е през 1969 г. и на мястото е построена сграда на Българската комунистическа партия.